# Love Song (Simple Minds)
Love Song è un singolo del gruppo musicale britannico Simple Minds pubblicato il 15 agosto 1981 come secondo estratto dall'album Sons and Fascination/Sister Feelings Call.

## Il disco
Il lato B è una versione strumentale di This Earth That You Walk Upon, che in seguito comparirà sull'album con la voce appena registrata. Nonostante un'etichetta che compare sulla versione del singolo in 12" prometta una "versione estesa", tutti i 12" usciti nel mondo hanno la versione dell'album di 5:04.
La canzone è, secondo quanto riferito, un'ode al legame stretto tra l'Europa e l'America: "una relazione che è durata nei secoli, attraverso tempi buoni e cattivi, una "Love Song (canto d'amore)" tra i due continenti". Il suono si allontana dalla fase sperimentale iniziale della band e va verso un "rock elettronico pulsante" più accessibile e commerciale.
Love Song è diventato il primo singolo dei Simple Minds ad entrare nella Top 50 del Regno Unito - anche se ha raggiunto un modesto nº 47. Ha avuto più successo in Svezia e in Australia, dove è salito nella Top 20.
Nel 1992 è stata distribuita una versione leggermente remixata del brano per promuovere la compilation Glittering Prize 81/92, con nel retro Alive and Kicking. Questa ristampa ha finalmente spedito Love Song nella Top 10 del Regno Unito, dove ha raggiunto il nº 6.

## Tracce
Testo di Kerr, musiche dei Simple Minds, eccetto ove indicato.

### 7"
Lato A
1. Love Song - 3:54

Lato B
1. This Earth That You Walk Upon - 4:15

### 12"
Lato A
1. Love Song - 5:04

Lato B
1. This Earth That You Walk Upon - 5:28

### CD (1990)
1. Love Song - 5:03
2. This Earth That You Walk Upon - 5:26
3. Life in a Day - 4:00 (Kerr, Burchill)

## Classifiche
| Classifica (1981/1982) | Posizione massima |
| ---------------------- | ----------------- |
| Australia              | 17                |
| Canada                 | 38                |
| Regno Unito            | 47                |
| Svezia                 | 16                |